# William Ashburnham (2e baronnet)
Pour les articles homonymes, voir Ashburnham (homonymie).
William Ashburnham, 2e baronnet (1er avril 1678 - 7 novembre 1755), est un homme politique britannique qui siège à la Chambre des communes entre 1710 et 1741. 

## Biographie
Il est le fils aîné de Denny Ashburnham (en), 1er baronnet de Broomham et de son épouse Anne Watkins, fille de David Watkins. En 1697, il succéda à son père comme baronnet. Il a épousé Margaret Pelham, fille de Sir Nicholas Pelham, le 7 juin 1701. 
Il est nommé à un poste de commissaire de l'échiquier en 1710 et l'occupe jusqu'à sa mort. Aux élections générales de 1710, il est élu sans opposition en tant que député de Hastings dans les domaines de la famille, mais ne se présente pas en 1713. Il est réélu député de Seaford aux élections générales de 1715, mais démissionne de son siège en 1717 après avoir obtenu un autre poste de commissaire au Bureau de l’aliénation. Il est réélu au Parlement comme député de Hastings aux élections générales de 1722 et conserve le siège aux élections de 1727 et 1734. En 1735, il est nommé séquestre d'amendes. En 1741, il démissionne de son siège au Parlement pour des raisons de santé mais conserve ses fonctions au gouvernement jusqu'à sa mort. 
Il est décédé le 7 novembre 1755 et est enterré à Guestling dans le Sussex. Son mariage est sans enfant et son frère cadet Charles lui succède comme baronnet. 